# Spencerville (Ohio)
Spencerville es una villa ubicada en el condado de Allen en el estado estadounidense de Ohio. En el Censo de 2010 tenía una población de 2223 habitantes y una densidad poblacional de 885,76 personas por km².

## Geografía
Spencerville se encuentra ubicada en las coordenadas 40°42′29″N 84°21′11″O / 40.70806, -84.35306. Según la Oficina del Censo de los Estados Unidos, Spencerville tiene una superficie total de 2.51 km², de la cual 2.51 km² corresponden a tierra firme y (0%) 0 km² es agua.

## Demografía
Según el censo de 2010, había 2223 personas residiendo en Spencerville. La densidad de población era de 885,76 hab./km². De los 2223 habitantes, Spencerville estaba compuesto por el 96.49% blancos, el 0.45% eran afroamericanos, el 0.18% eran amerindios, el 0.36% eran asiáticos, el 0% eran isleños del Pacífico, el 0.04% eran de otras razas y el 2.47% pertenecían a dos o más razas. Del total de la población el 0.72% eran hispanos o latinos de cualquier raza.